# Elezioni generali a El Salvador del 2024
Le elezioni generali a El Salvador del 2024 si sono tenute il 4 febbraio per eleggere il Presidente e l’Assemblea Legislativa del paese.
Esse hanno visto, come anticipato anche dagli exit poll, un’ampissima riconferma del presidente uscente, Nayib Bukele (vittorioso con ben l’84,65% dei suffragi) che, nonostante la presenza di un indiretto divieto costituzionale di rielezione, è stato comunque autorizzato a partecipare, dopo aver annunciato la sua candidatura, in base ad una serie di sentenze e decisioni interpretative degli organi giudiziari e tecnicismi vari, tra cui la nomina di una delegata facente funzioni (Claudia Rodríguez de Guevara) per 6 mesi «senza l’annullamento dell'investitura e della qualità di presidente» (come da Gazzetta Ufficiale)..
Parimenti, alle elezioni parlamentari, il partito politico del Presidente, Nuevas Ideas, è stato di gran lunga riconfermato il partito egemone in Assemblea, ottenendo, grazie al 70,09% dei consensi, ben 54 seggi su 60.

## Sistema elettorale

### Presidenziali

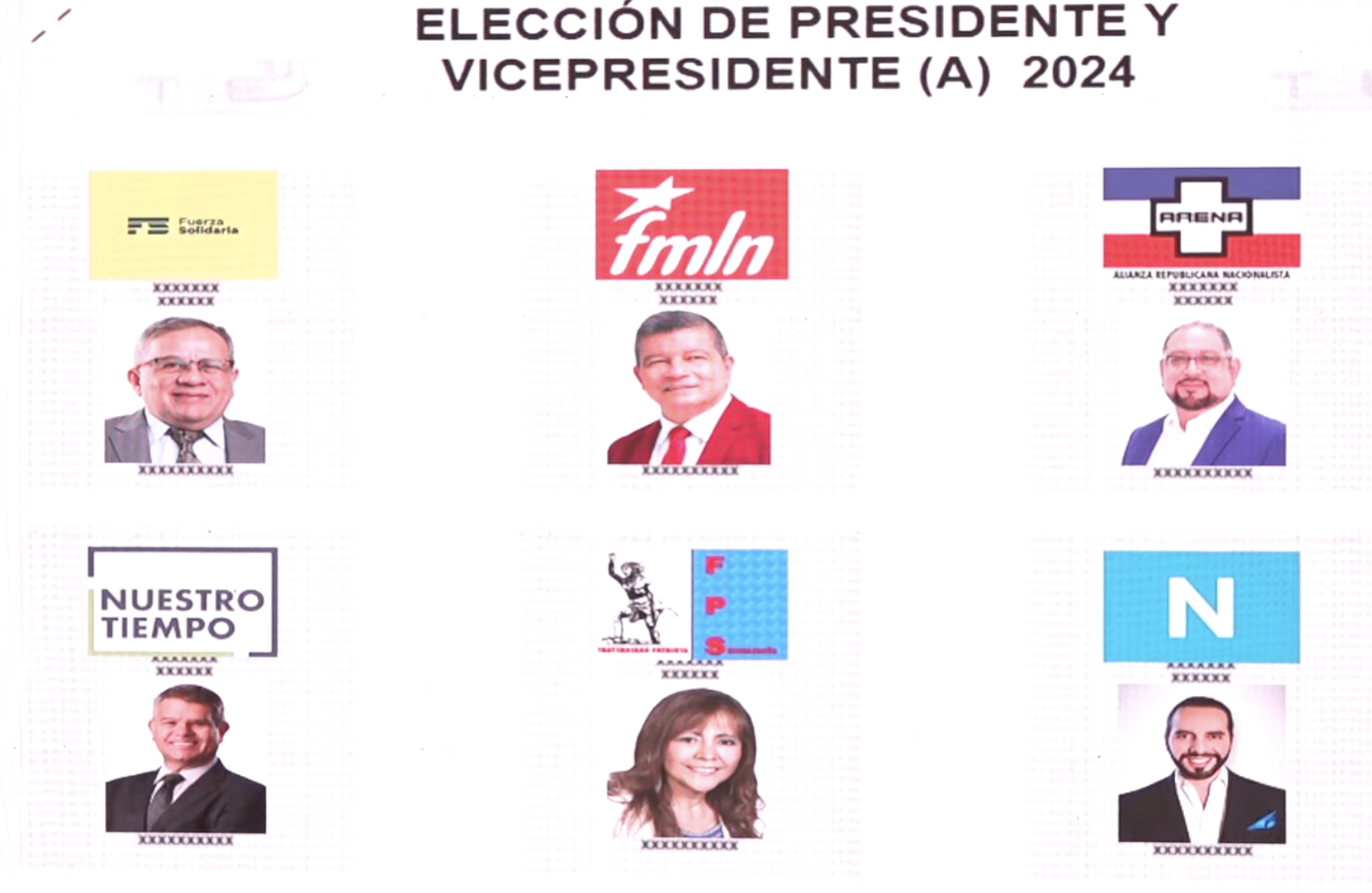
La scheda elettorale utilizzata per le elezioni presidenziali

La legge elettorale salvadoregna, per le elezioni presidenziali, prevede un Sistema maggioritario a doppio turno, in cui, per essere eletto alla Presidenza alla prima votazione, un candidato necessita di ottenere la maggioranza assoluta (50%+1) dei voti. Qualora ciò non accada, è previsto un ulteriore turno di votazioni tra i primi due candidati, entro trenta giorni dal primo turno.
Per essere eletto, la Costituzione prevede che un candidato ed il suo vice:
- Abbiano almeno 30 anni;
- Siano cittadini salvadoregni di nascita.

### Legislative
Per quanto riguarda invece i membri dell'Assemblea legislativa, ridotti nel 2023 da 84 a 60 con l’approvazione di una proposta presidenziale, la legge elettorale prevede una traduzione dei voti e redistribuzione dei seggi secondo un sistema proporzionale basato, per la prima volta, sul metodo D'Hondt
Per poter essere eletti, la Costituzione prevede che i candidati:
- Abbiano almeno 25 anni;
- Siano cittadini salvadoregni per nascita;
- Siano “di riconosciuta onestà ed educazione”;
- Non abbiano avuto restrizione dei propri diritti di cittadino nei cinque anni precedenti.

Ai sensi dell'Art. 38 della “Legge sui partiti politici”, infine, almeno il 30% dei candidati trascritti sulle liste elettorali devono essere donne.

## Candidati e Contrassegni

### Candidati presidenziali
| Candidato | Candidato | Candidato       | Partito                                             | Note   |
| --------- | --------- | --------------- | --------------------------------------------------- | ------ |
|           |           | Nayib Bukele    | Nuevas Ideas                                        | [ 18 ] |
|           |           | Manuel Flores   | Fronte Farabundo Martí per la Liberazione Nazionale | [ 19 ] |
|           |           | Marina Murillo  | Fraternità Patriottica Salvadoregna                 | [ 20 ] |
|           |           | Luis Parada     | Nuestro Tiempo                                      | [ 21 ] |
|           |           | Javier Renderos | Forza Solidale                                      | [ 22 ] |
|           |           | Joel Sánchez    | Alleanza Repubblicana Nazionalista                  | [ 23 ] |

### Contrassegni elettorali
| Nuevas Ideas                       | Grande Alleanza per l'Unità Nazionale               |
| Alleanza Repubblicana Nazionalista | Fronte Farabundo Martí per la Liberazione Nazionale |
| Democrazia Salvadoregna            | Partito di Concertazione Nazionale                  |
| Nuestro Tiempo                     | Partito Democratico Cristiano                       |
| Vamos                              | Cambiamento Democratico                             |

## Risultati

### Elezioni presidenziali
| Nayib Bukele    | Félix Ulloa      | Nuevas Ideas (NI)                                          | 2 701 725 | 84,65 |  |  |  |  |
| Manuel Flores   | Werner Marroquín | Fronte Farabundo Martí per la Liberazione Nazionale (FMLN) | 204 167   | 6,40  |  |  |  |  |
| Joel Sánchez    | Hilcia Bonilla   | Alleanza Repubblicana Nazionalista (ARENA)                 | 177 881   | 5,57  |  |  |  |  |
| Luis Parada     | Celia Medrano    | Nuestro Tiempo (NT)                                        | 65 076    | 2,04  |  |  |  |  |
| Javier Renderos | Rafael Montalvo  | Forza Solidale (FS)                                        | 23 473    | 0,74  |  |  |  |  |
| Martina Murillo | Fausto Carranza  | Fraternità Patriottica Salvadoregna (FPS)                  | 19 293    | 0,60  |  |  |  |  |
| Totale          | Totale           | Totale                                                     | 3 191 615 | 100   |  |  |  |  |
|                 |                  |                                                            |           |       |  |  |  |  |
| Schede bianche  | Schede bianche   | Schede bianche                                             | 15 064    | 0,46  |  |  |  |  |
| Schede nulle    | Schede nulle     | Schede nulle                                               | 61 787    | 1,89  |  |  |  |  |
| Votanti         | Votanti          | Votanti                                                    | 3 268 466 | 52,60 |  |  |  |  |
| Elettori        | Elettori         | Elettori                                                   | 6 214 399 |       |  |  |  |  |

| Nayib Bukele    |  | 84,65% |
| Manuel Flores   |  | 6,40%  |
| Joel Sánchez    |  | 5,57%  |
| Luis Parada     |  | 2,04%  |
| Javier Renderos |  | 0,74%  |
| Marina Murillo  |  | 0,60%  |

### Elezioni parlamentari
| Nuevas Ideas (NI)                                          | 2 276 412 | 70,09 | 54 |  |  |  |
| Alleanza Repubblicana Nazionalista (ARENA)                 | 227 355   | 7,00  | 2  |  |  |  |
| Fronte Farabundo Martí per la Liberazione Nazionale (FMLN) | 195 919   | 6,03  | –  |  |  |  |
| Partito di Concertazione Nazionale (PCN)                   | 154 522   | 4,76  | 2  |  |  |  |
| Grande Alleanza per l'Unità Nazionale (GANA)               | 99 343    | 3,06  | –  |  |  |  |
| Partito Democratico Cristiano (PDC)                        | 93 558    | 2,88  | 1  |  |  |  |
| Vamos (VAMOS)                                              | 90 864    | 2,80  | 1  |  |  |  |
| Forza Solidale (FS)                                        | 51 021    | 1,57  | –  |  |  |  |
| Nuestro Tiempo (NT)                                        | 41 069    | 1,26  | –  |  |  |  |
| Cambiamento Democratico (CD)                               | 12 167    | 0,37  | –  |  |  |  |
| Lista Congiunta “PDC - PCN”                                | 5 397     | 0,17  | –  |  |  |  |
| Totale                                                     | 3 247 627 | 100   | 60 |  |  |  |
|                                                            |           |       |    |  |  |  |
| Schede bianche                                             | 40 208    | 1,20  |    |  |  |  |
| Schede nulle                                               | 74 146    | 2,21  |    |  |  |  |
| Votanti                                                    | 3 361 981 | 54,10 |    |  |  |  |
| Elettori                                                   | 6 214 399 |       |    |  |  |  |